# Kotturu
Kotturu (o Kottur, Kothur) è una suddivisione dell'India, classificata come town panchayat, di 22.667 abitanti, situata nel distretto di Bellary, nello stato federato del Karnataka. In base al numero di abitanti la città rientra nella classe III (da 20.000 a 49.999 persone).

## Geografia fisica
La città è situata a 14° 49' 0 N e 76° 13' 0 E e ha un'altitudine di 586 m s.l.m..

## Società

### Evoluzione demografica
Al censimento del 2001 la popolazione di Kotturu assommava a 22.667 persone, delle quali 11.803 maschi e 10.864 femmine. I bambini di età inferiore o uguale ai sei anni assommavano a 2.650, dei quali 1.399 maschi e 1.251 femmine. Infine, coloro che erano in grado di saper almeno leggere e scrivere erano 15.580, dei quali 8.935 maschi e 6.645 femmine.